# 红楼梦 (1989年电影)
《红楼梦》是北京电影制片厂在20世纪80年代末以中国古典小说《红楼梦》改编拍摄的一部系列电影。电影共6部8集，时间长为735分钟，为红楼梦电影之最。本片对《红楼梦》进行了电影化的处理，融入了现实、虚幻的手法，兼具典雅和豪放的特色。

## 概述
1986年，北京电影制片厂正式决定拍摄电影红楼梦。当时的北影厂投入巨资，建造了“大观园”和“宁国府”等外景地。本片除邀请当时大陆电影界的一线演员刘晓庆、赵丽蓉、丁岚等加盟，还效仿87版《红楼梦》，在全国范围内海选演员。从1986年启动拍摄到1989年正式上映，共历时三年有余，由著名导演谢铁骊执导，亦招入了越剧、京剧、吕剧、相声、评弹、话剧、评剧、河北梆子、昆曲等不同剧种的演员，力求本片具有民族化、生活化、艺术化的风格.
本片较之87版电视剧《红楼梦》，场景、造型、服装上因投资大故更胜一筹，演员阵容也是美女如云，汇集了当时电影界的一大批当红明星。导演谢铁骊凭借本片夺取第10届中国电影金鸡奖最佳导演奖，女主角陶慧敏也获得百花奖最佳女主角第二名。但电影本身仍带有浓重的越剧表演色彩，贾宝玉这个角色是女演员反串演出，在87版电视剧男版宝玉的比较之下，不为大多数人接受，相较重播率很高的87版电视剧，加上受制于电影的篇幅，剧情的衔接上稍失连贯。故本片的影响力则逊色一些。
此外本片现在流出的版本色调光线都太过于沉暗，美感度不足。

## 职员表
- 改编：谢铁骊、谢蓬松
- 总监制：汪洋、胡健
- 制片主任：林永刚、赵汉皋、王云霞
- 顾问：朱家溍、胡文彬、丁维忠、方一中
- 红学顾问：李希凡、冯其庸、胡文彬、丁维忠
- 历史顾问：朱家溍
- 导演：赵元
- 摄影：邹积勋
- 美术：陈翼云、杨占家
- 副美术：徐连伟、秦多
- 录音：刘士达
- 拟音：杨来祥
- 剪辑：朱小勤、李媛媛
- 资料：李瑟璠
- 化妆造型：王希忠、范青山

黛玉葬花

- 化妆：刘舟、杜永秀、徐广瑞、刘长征、高兰英、王素娟
- 头饰：杜永秀、王桂荣
- 服装设计：夏亚一、赵茹华、张璇、洪军、丁梅仙
- 服装：刘惠萍、姜锦明
- 道具：杨允铭
- 置景：蕭宏、英广庆、崔秀荣、刘锡安、郭在斌
- 绘景：张裕
- 副摄影：李建新
- 照明：倪宗泽、秦效军
- 特技摄影：金燕茜、李再春
- 特效：徐
- 副导演：王云霞、赵建军
- 制片：刘运昌、蔡金华、张建军、周晓峰
- 作曲：王酩
- 指挥：胡炳旭
- 演奏：中央乐团、中央音乐学院试验乐团
- 独唱：文华
- 导演：谢铁骊、趙元

## 演员表
| - 贾宝玉：夏钦（反串）（配音：李梓） - 林黛玉：陶慧敏（配音：田洪涛） - 薛宝钗：傅艺伟 - 王熙凤：刘晓庆 - 贾母：林默予 - 贾赦：周志宇 - 邢夫人：宫景华 - 贾政：章 - 王夫人：王敏宜 - 李纨：邢红 - 贾元春：李秀明 - 贾迎春：杨世华 - 贾探春：季艷梅、曾丹 - 贾惜春：薛麗娜、丁岚 - 贾琏：王光权、姬麒麟 - 贾环：张宇、甜甜 - 贾珍：石冼 - 尤氏：陈祖荣 - 贾敬：王振荣 - 贾蓉：章健 - 秦可卿：何晴 - 贾兰：范永瀚 - 贾瑞：闪增宏 - 史湘云：马晓晴 - 妙玉：何赛飞 - 赵姨娘：张葆秋 - 薛姨妈：袁玫 - 薛蟠：林小解 - 夏金桂：范卫华 - 薛蝌：王斑 - 薛宝琴：马春慧 - 邢岫煙：程榮 - 鸳鸯：许志群 - 平儿：倪雪华 - 袭人：邢金莎、张蕾 - 晴雯：李勇勇 - 麝月：俞红菲 - 琥珀：李伊 - 雪雁：齊紅 - 香菱：童欣 - 紫鹃：关炜、陈红 | - 鶯兒：王菁菁 - 金钏：金文蓓 - 司棋：张鸣鸣 - 芳官：馬麗娜 - 小紅：宋京姣 - 墜兒：吳春蓮 - 秋桐：荣蓉 - 茗烟：李伟健 - 周瑞家的：王云霞 - 王善保家的：樊淑棣 - 吳新登家的：王延祜 - 夏婆子：李明珠 - 傻大姐：閔英 - 趙嬷嬷：黃素影 - 李嬷嬷：李健 - 善姐：田濱 - 彩明：蘇可 - 寶蟾：王玲 - 焦大：李翔 - 刘姥姥：赵丽蓉 - 静虚：金淑媛 - 乌进孝：绍康 - 襲人母親：白銘 - 張道士：管宗祥 - 灯姑娘：周雅庆 - 夏金桂母：楊玉天 - 北靜王：王衛 - 忠順王：傅祖成 - 忠順王長史：段煉 - 趙堂官：邵萬林 - 馮紫英：黃實 - 蒋玉菡：徐守莉 - 柳湘莲：王勇 - 尤老娘：凌元 - 尤二姐：陈虹 - 尤三姐：李玲玉 - 癩頭和尚：李雨農 - 跛足道人：金風 - 贾雨村：李法曾 - 門子：周舟 - 警幻仙子：马盛君 |

## 獎項
| 获奖与提名           | 获奖与提名   | 获奖与提名                                         | 获奖与提名 |
| 评奖名称             | 奖项         | 获得者                                             | 结果       |
| -------------------- | ------------ | -------------------------------------------------- | ---------- |
| 第10屆中國電影金雞奖 | 最佳導演     | 謝鐵驪、趙元                                       | 獲獎       |
| 第10屆中國電影金雞奖 | 最佳女配角   | 林默予                                             | 獲獎       |
| 第10屆中國電影金雞奖 | 最佳服裝造型 | 夏亞一、丁梅先、姜錦明、趙茹華、張璇、洪軍、劉惠萍 | 獲獎       |
| 第10屆中國電影金雞奖 | 最佳化妝     | 王希鐘、范青山、劉丹、杜永秀、徐廣瑞               | 提名       |
| 第10屆中國電影金雞奖 | 最佳道具     | 楊允銘                                             | 提名       |